# Acatzingo
Acatzingo est une ville du Mexique, une des 217 municipalités de l'État de Puebla dans le centre-est du pays.

## Galerie

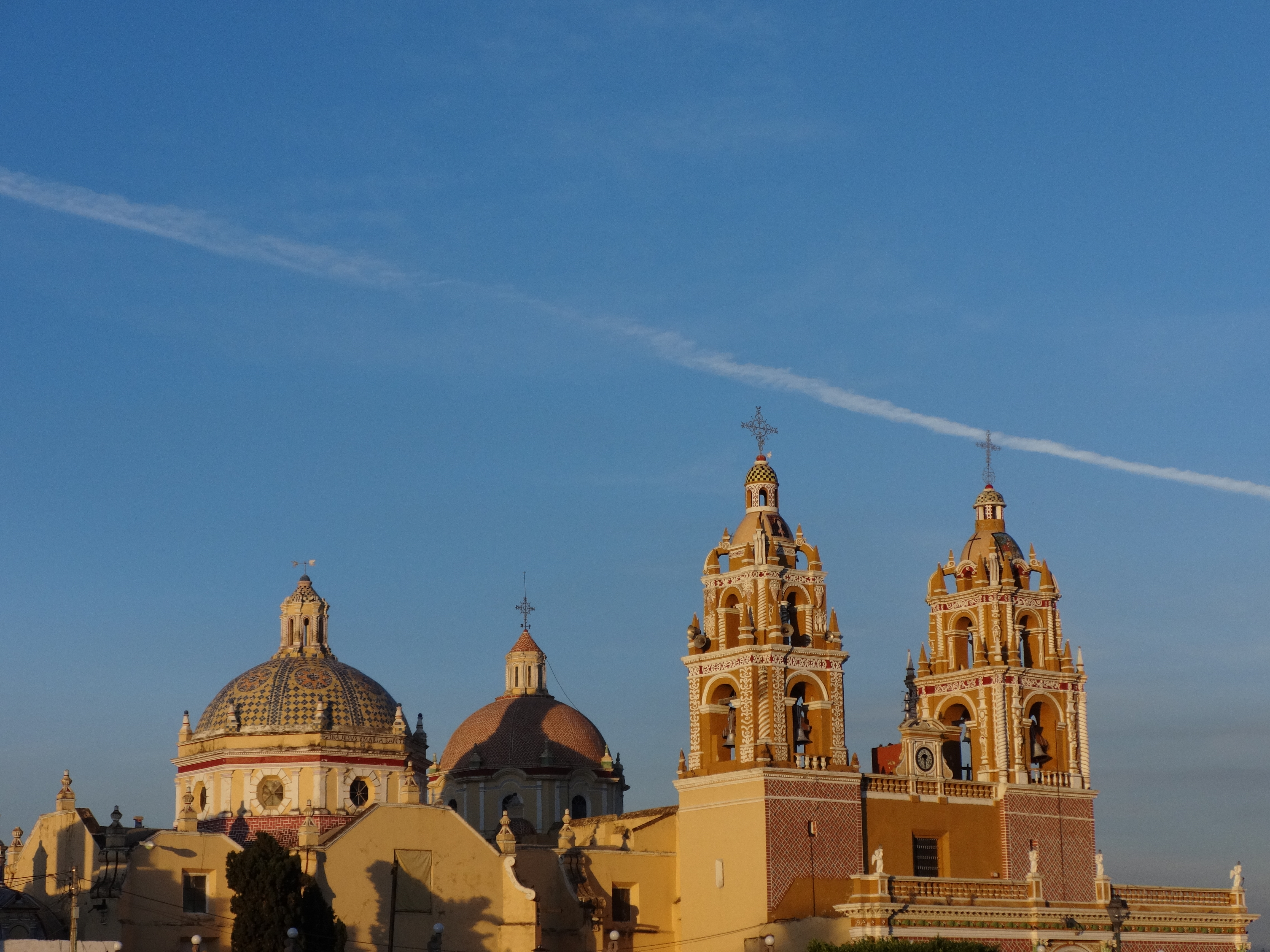
Paroisse San Juan Evangelista.
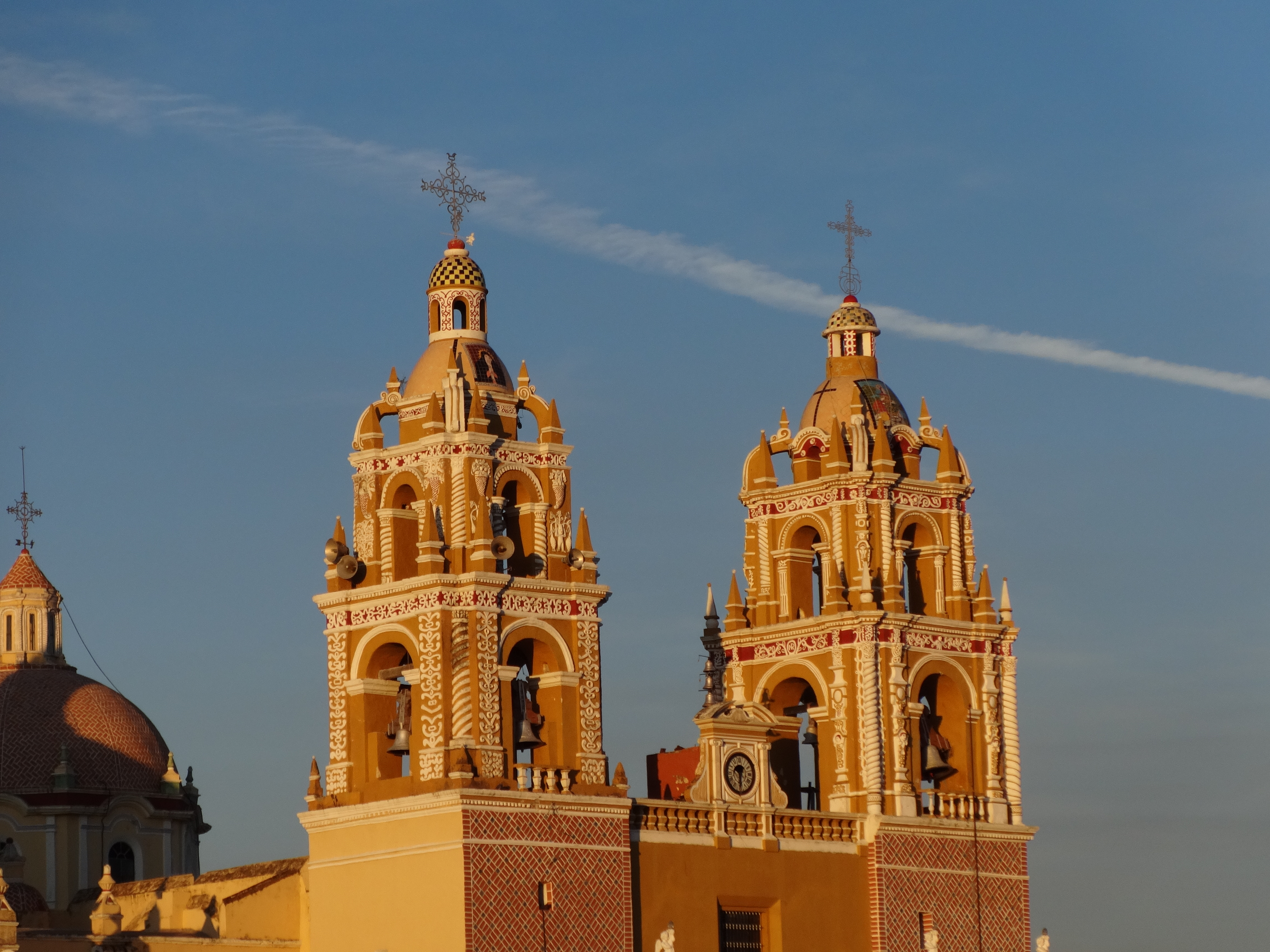
Détail des tours
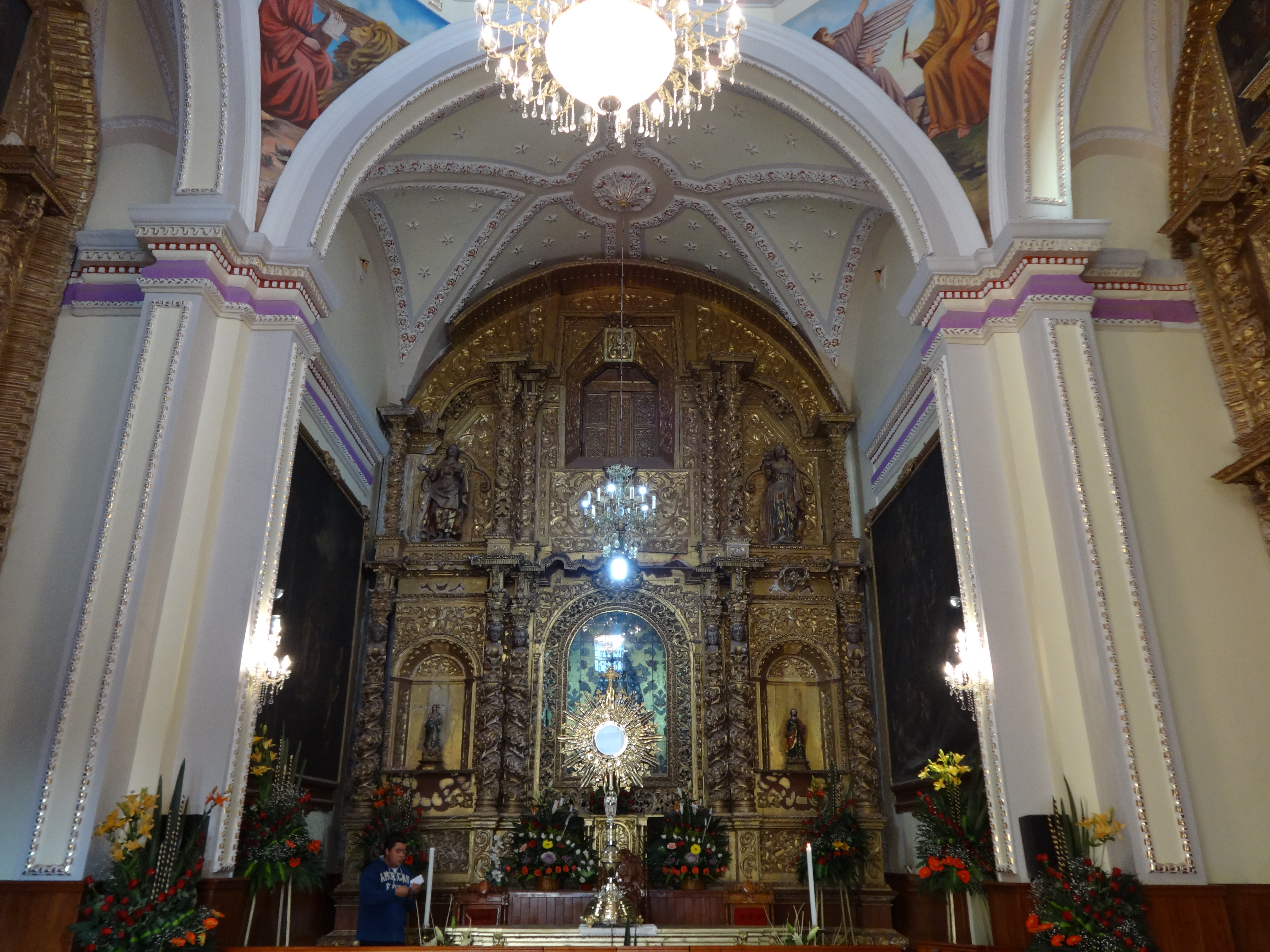
Détails des retables de la chapelle de la Vierge de la Soledad
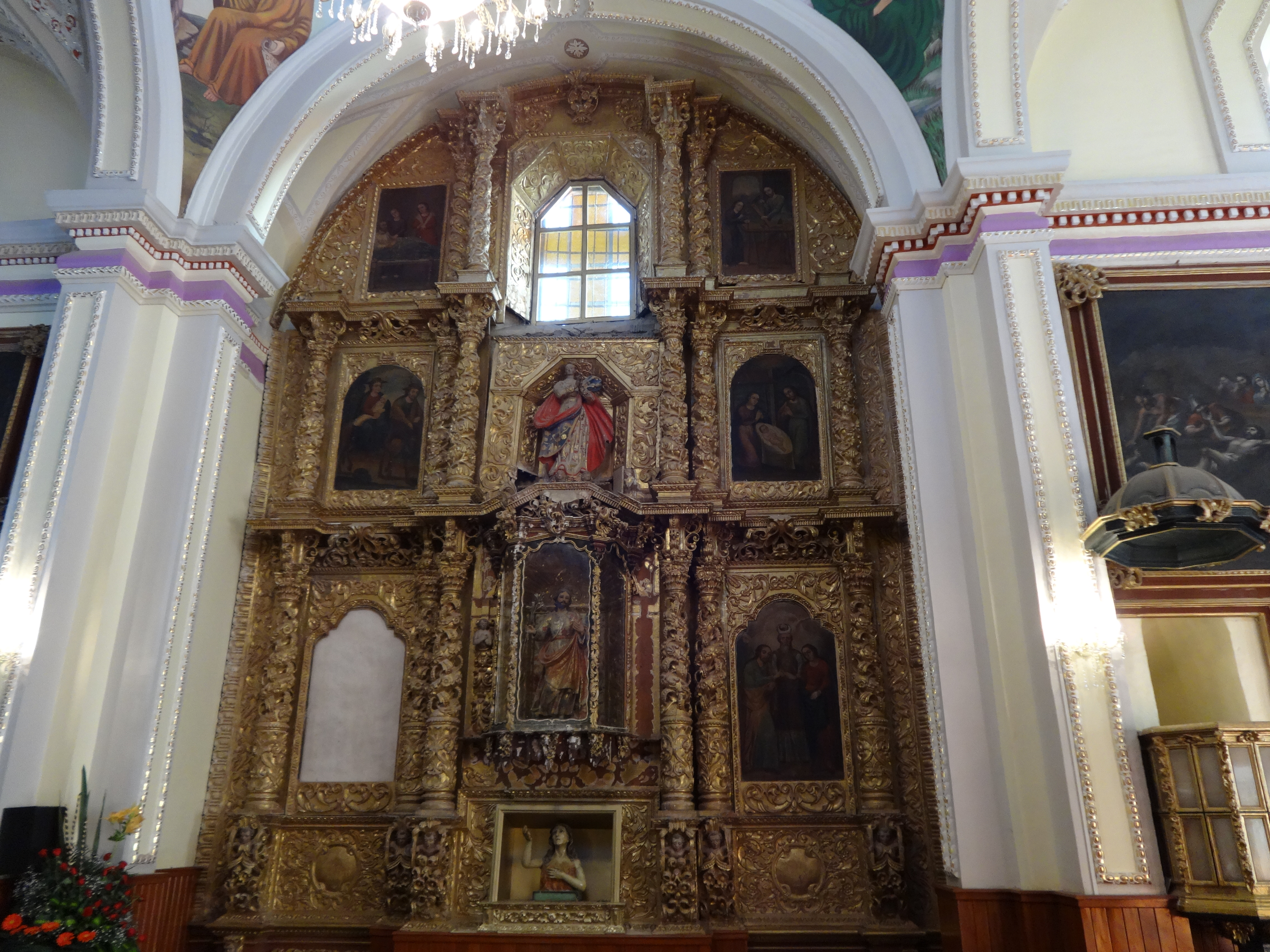
Un autre retable de la chapelle de la Vierge de la Soledad
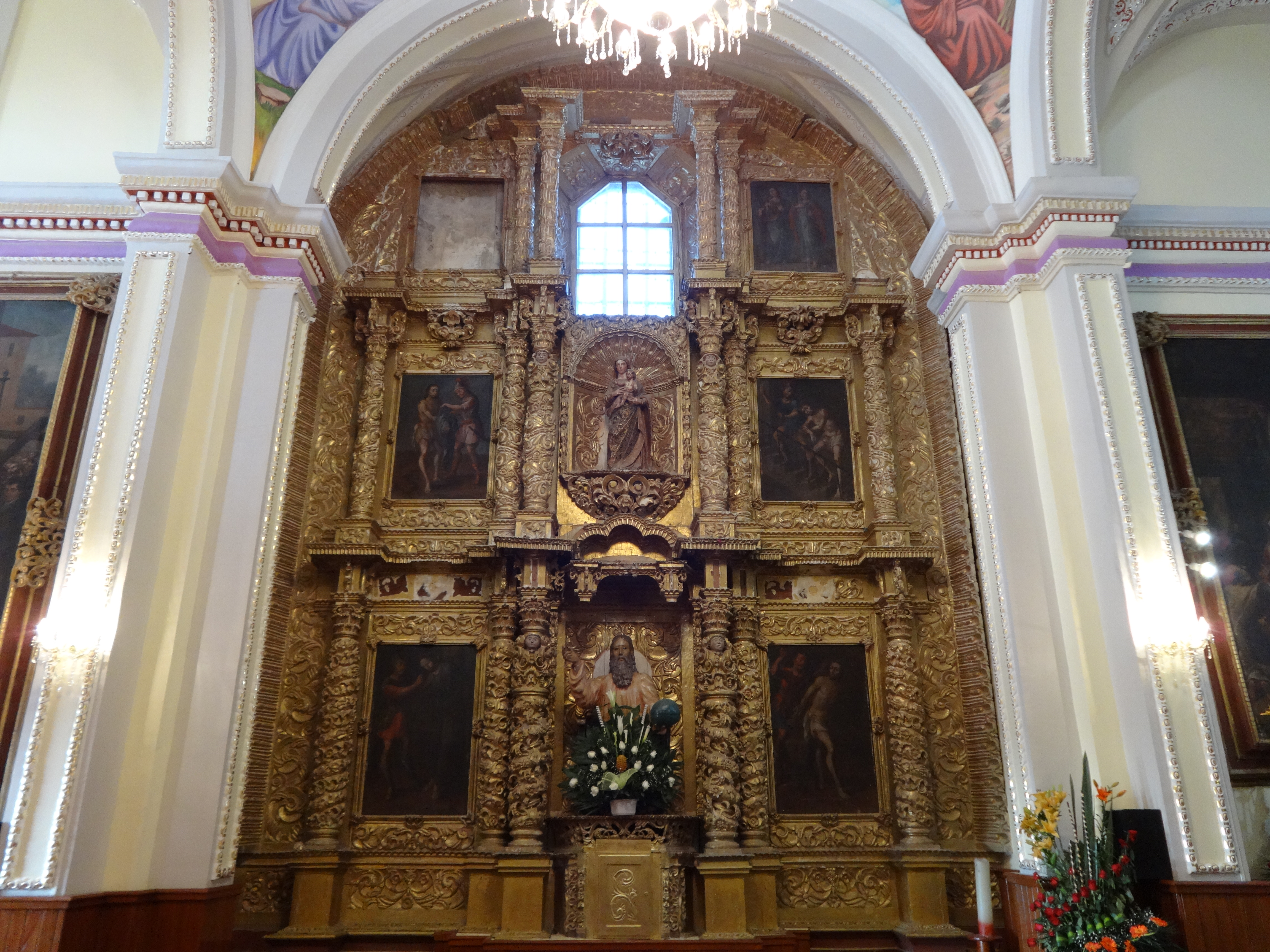
Troisième retable de la chapelle de la Vierge de la Soledad
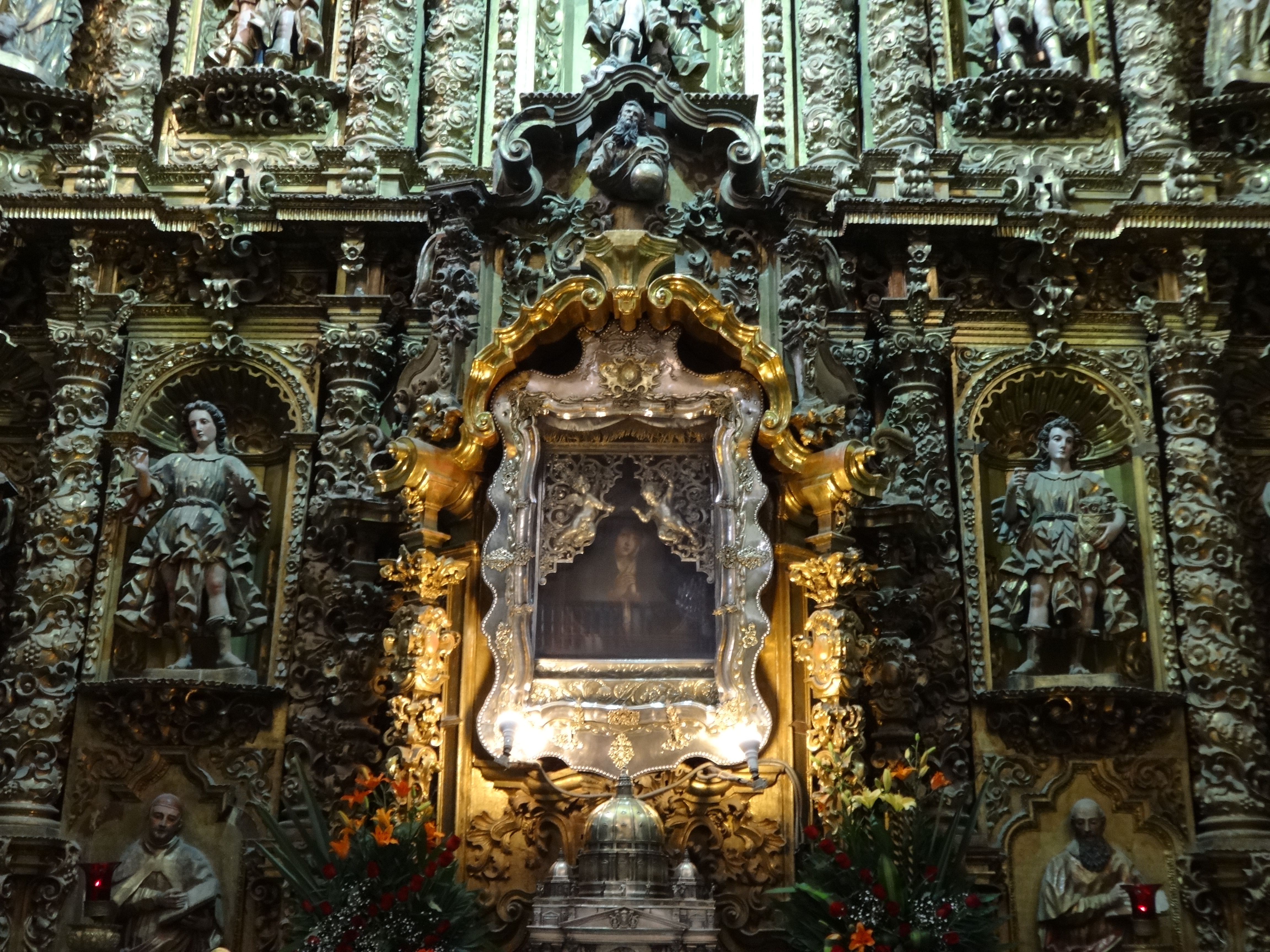
Retable de Notre-Dame des Douleurs
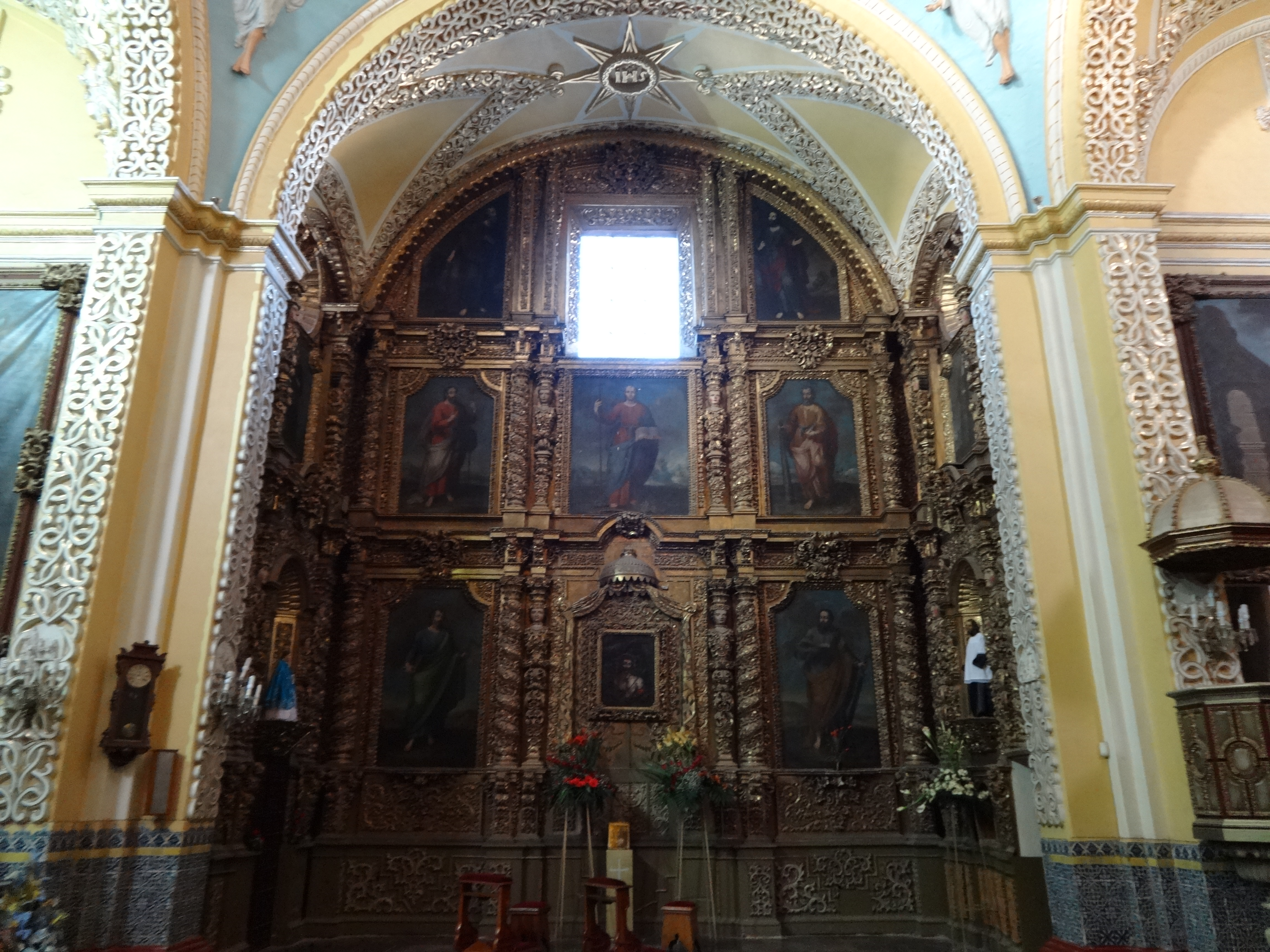
Un autre retable intérieur de la chapelle de Notre-Dame des Douleurs
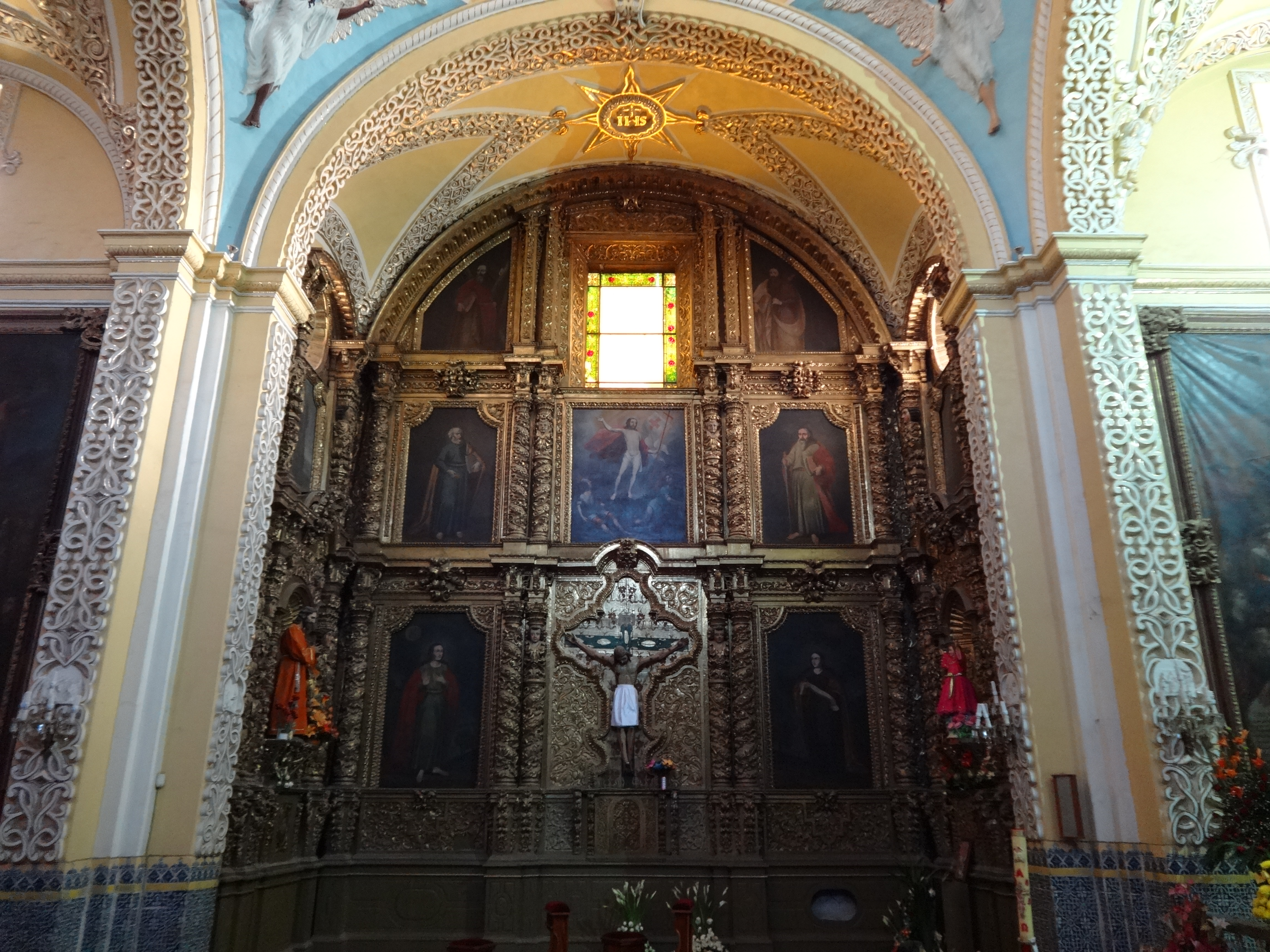
Troisième retable intérieur de la chapelle de Notre-Dame des Douleurs